# Fylogenetische nomenclatuur
De fylogenetische nomenclatuur houdt zich bezig met het benoemen van clades.

## traditioneel
In de biologie worden taxa geordend in een hiërarchisch systeem, waarbij de taxa hierbij een rang krijgen. Een familie is bijvoorbeeld een hogere rang dan een geslacht en elke familie omvat dus één of meerdere geslachten. Evenzo omvat elk geslacht één of meer soorten die weer een lagere rang vormen in de indelingsvolgorde.
De hertachtigen (Cervidae) kunnen als voorbeeld dienen. Zij vormen een groep met de rang van familie. Deze omvat vier groepen van een lagere indelingsrang: de onderfamilies. Een daarvan, de muntjakherten bestaat weer uit twee geslachten, Muntiacus en Elaphodus. Muntiacus omvat tien soorten, Elaphodus slechts een. Maar het bestaan van een onderfamilie in deze groep is al een symptoom van de moeilijkheden die sommigen menen te zien aan steeds verfijndere kennis van verwantschappen.  Sommige families worden verdeeld in onderfamilies, terwijl bij andere dit indelingsniveau ontbreekt. De dreigende uitwas van nieuwe tussenrangen bewoog sommigen om de grondslagen van hun indeling te overdenken.

## Claden
De cladistiek maakt hiërarchische indelingen. Een cladogram kan gezien worden als een boom en omvat alle organismen die geanalyseerd zijn. Het is niet zinvol om elk cladogram om te zetten naar een beperkt aantal rangen. De traditionele indeling in soorten, geslachten, families en dergelijke is nog wel degelijk zinvol. Het kan daarnaast wenselijk zijn om ook clades een naam te geven dit helpt bij het communiceren over de complexiteit van de evolutionaire stamboom.

### Een analogie voor claden: de notenboom
Een cladogram lijkt op de takken van een notenboom: vanaf de stam zijn de takken herkenbaar hiërarchisch georganiseerd van "hoofdtakken" tot steeds kleinere "zijtakken" en "twijgjes", maar een indeling in vele rangen is weinig zinvol en loopt gemakkelijk spaak. De bruikbaarste indeling om het verband tussen de ene en de andere twijg aan te geven is het zoeken van de laatste gezamenlijke tak waaraan beide ontspruiten. Dit is precies de kerngedachte van het cladensysteem.

## Rangen versus claden: reptielen en vogels

Cladogram van reptielen en vogels: 1 brughagedissen; 2 hagedissen 3 slangen 4 krokodilachtigen 5 vogels

Een voorbeeld kan aantonen waarom sommigen zich ongelukkig voelen met traditionele indelingen. Van oudsher werden vogels en reptielen als aparte klassen beschouwd, en krokodilachtigen als een orde binnen de reptielen. Uit de stamboom blijkt echter dat er een vroege afsplitsing is, waarvan één tak de krokodillen en vogels heeft voortgebracht, terwijl overige reptielen een andere tak vormen. Met een gewijzigde indeling van klassen en orden zou dit misschien nog wel op te vangen zijn, maar het fundamentele probleem is dit: sommige biologische groepen vertonen vroeg in hun geschiedenis veel vertakkingen, terwijl andere veel later gaan uitwaaieren in soortenrijkdom. Niettemin kan zo'n late uitwaaiering leiden tot een zeer grote diversiteit, zoals de krokodillen en vogels aantonen.

Levensvormen ingedeeld in clades